# Cremastus evansi
Cremastus evansi är en stekelart som beskrevs av Dasch 1979. Cremastus evansi ingår i släktet Cremastus och familjen brokparasitsteklar. Inga underarter finns listade i Catalogue of Life.